# Півнов Віталій Миколайович

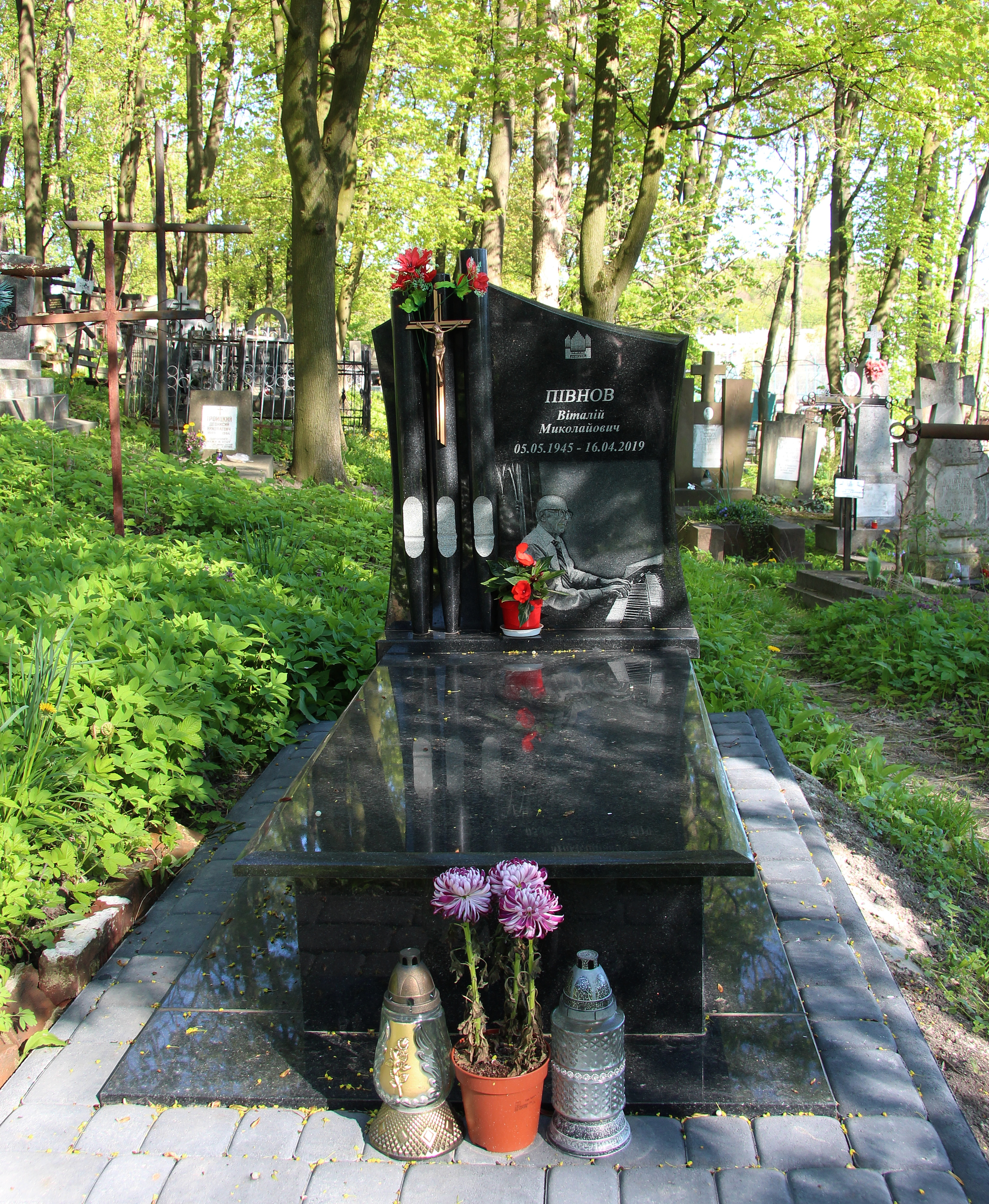

Віталій Микола́йович Півнов (5 травня 1945, Калінковичі, Калинковицький район, Гомельська область, Білоруська РСР — 16 квітня 2019, Львів, Україна) — український органіст і органний майстер.

## Біографія
Народився Віталій Миколайович 5 травня 1945 року, м. Калінковичі, Гомельська область, Білоруська РСР.

## Період навчання
1952—1963 — навчання у Львівській середній спеціалізованій музичній школі-інтернат імені Соломії Крушельницької по класу віолончелі (викл. Є. Е. Шпіцер).

1963—1968 — навчання у Львівській консерваторії імені Миколи Лисенка по класу віолончелі. Паралельно ознайомлення з органом. Вже на випускному вечорі в консерваторії виступав перед викладачами та випускниками як органіст.

1968—1976 — робота в оркестрі Львівського театру опери та балету (віолончель, орган).

1976—1980 — навчання у Київській консерваторії імені Петра Чайковського по класу органу (де клас органа створив і очолював професор Котляревський Арсеній Миколайович). Паралельно робота у Державному симфонічному оркестрі УРСР.

## Концертні виступи
1980—1984 — за ініціативою Арсенія Котляревського — В. Півнов розпочав роботу органіста й органного майстра в новоствореному Республіканському будинку органної та камерної музики в Києві. Для вивчення побудови нового органу в цьому закладі й набуття належного досвіду його відряджають у 1980 році на стажування у Крнов, Чехія на всесвітньо відому органобудівельніу фабрику «Рігер-Клосс» (нім. Rieger-Kloss).
1984 — повернення до Львова, починає працю як соліст-органіст у Львівському об'єднанні музичних ансамблів (Львівська філармонія), якому було передано органний зал і орган в костелі святої Магдалини Магдалини. Паралельно співпраця з Львівським музеєм історії релігії в галузі реставрації старовинних органів.
В 1986 році в органному залі припиналася концертна діяльність, орган вимагав ремонту. Лише у 1988 році чеська фірма «Рігер-Клосс» (нім. Rieger-Kloss) розпочала реконструкцію органа.
Тут відкрився Будинок органної та камерної музики, постійним органістом якого став Віталій Півнов. В наступному 1989 році розпочався капітальний ремонт будинку.
На початку 1990-х років викладає клас органа у Львівській державній консерваторії ім. М. Лисенка.
1988—2004 — робота у Львівському Будинку органної та камерної музики (органіст, органний майстер)..
З 2005 — робота у Львівському музеї історії релігії (органіст, реставратор органів), в якому В. Півнов щорічно давав понад 200 сольних та ансамблевих концертів.
За своє життя В. Півнов виступав з концертами в таких країнах:
- Азербайджан : Баку
- Білорусія :
  - Мінськ 1981—1988 р. в Великому залі Білоруської державної філармонії на органі з 1965 року виготовленого чеською фірмою «Рігер-Клосс» (нім. Rieger-Kloss)
  - Полоцьк 1985—1988 р. — в Софійському соборі, на органі з 1985 року виготовленого чеською фірмою «Рігер-Клосс» (нім. Rieger-Kloss)
- Грузія : Піцунда 1981—1988 р.р. в Піцундському соборі на органі встановленому в 1975 німецької фірми Alexander Schuke Potsdam Orgelbau[de]
- Естонія
- Киргизстан : Бішкек 1985—1986 р. — Національна філармонія, на єдиному органі в Киргизстані, встановленому чеською фірмою «Рігер-Клосс»
- Латвія : Рига 1984—1988 р. — в Ризькому (Домському) соборі на органі з 1844 року німецької фірми «E.F.Walcker & Co» (нім. E.F.Walcker & Co) з міста Людвігсбург.
- Литва : Вільнюс
- Молдавія : Кишинів 1981—1988 р. — в органному залі, на органі з 1978 року виготовленого чеською фірмою «Рігер-Клосс»
- Польща :
  - Бидгощ 03.12.2002 — «2 Фестиваль Будгощські Органні Вечори»(пол. Bydgoskie Wieczory Organowe) в отців єзуїтів[2] на старовинному органі, побудовані в 1903 році відомою компанією «Вільгельма Зауера» (нім. Wilhelm Sauer(Orgelbauer))
  - Тарнів 1992—1993 р.р.
- Росія :
  - Калінінград 1982—1988 рр. — Калініградська обласна філармонія («Кірха Святої Родини» (нім. Kirche zur Heiligen Familie (Königsberg)) на органі встановленого чеською фірмою в 1982 р. «Рігер-Клосс»).
  - Сочі
- Таджикистан : Душанбе 1984—1985 р. — в таджицькому державному інституті мистецтва на єдиному в Середній Азії органі з 1977 року виготовленого чеською фірмою «Рігер-Клосс».
- Україна :
  - Київ,
  - Львів,
  - Івано-Франківськ(10.11.2008 р.Костел Христа Царя[3]),
  - Ужгород,
  - Хмельницький,
  - Кам'янець-Подільський,
  - Збараж,
  - Рівне,
  - Вінниця,
  - Біла Церква,
  - Харків,
  - Донецьк,
  - Дніпро,
  - Луганськ,
  - Ялта,
  - Самбір[4] (Зал органної та камерної музики у костелі Святого Станіслава),
  - Черкаси 2001 рік в музичному училищі ім. С. С. Гулака-Артемовського на органі з 1926 року німецької фірми «E.F.Walcker & Co» (нім. E.F.Walcker & Co).
- Чехія : 
  - Острава,
  - Опава,
  - Оломоуц.

## Репертуар
- Джироламо Фрескобальді  — «Fiori musicali»
- Дітріх Букстегуде  — Органні твори у 2-х томах (ред. Г. Келлер)
- Йоганн Себастьян Бах  — Органні твори у 9-ти томах (ред. Ф. К. Гріпенкерль і Ф. Ройтш), Chorał «Nun komm, der Heiden Heiland»
- Георг Фрідріх Гендель  — 6 концертів
- Сезар Франк  — Органні твори у 2-х томах (ред. О. Барблан)
- Боссі, Марко Енріко  — Органні твори
- Ежен Жігу — 12 п'єс
- О. Гільман — Сонати
- Ш. Відар — 5 сонат
- Ю. Ройбке — Псалом 94
- Вольфганг Амадей Моцарт — Органні твори (ред. С. Діденко)
- Фелікс Мендельсон — 6 сонат
- Шарль Турнемір — 3 імпровізації
- Ж. Лангле — Сюїта «Пам'яті Фрескобальді»
- Ален Жан Аріст — Органні твори у 3-х зошитах
- Олів'є Мессіан — «Небесна трапеза», «Явління вічної церкви», «Вознесіння»
- Луї В'єрн — 24 п'єси
- Нільс ля Кур — 3 інтермеццо(3 intermezzi)
- Йоганн Непомук Давід — Органні твори у 9-ти зошитах
- П. Ебен — Недільна музика
- Л. Яначек — Постлюдія, 3 п'єси
- О. Шимек — Річеркар
- Ф. Нововєйскі — Соната
- П’єтро Торрі  — Suita
- Франсуа Куперен  — Парафіальна меса; Монастирська меса; 4 фрагменти з «Messe pou les paroisses»; Plein chant du premier Kyrie en Taille; Fugue; Benedictus; Petitte fugue.
- Ференц Ліст  — Ave Maria (wg Arcadelta)
- Фридерик Шопен/Ференц Ліст  — Prelude
- Ріхард Вагнер  — Gottendammerung; Der Ritt den Walkuren (фрагмент з опери Walkure)

У його репертуарі твори :
- Марселя Дюбре;
- Клерамбо, Луі Ніколя;
- Лемменс, Жак Ніколя;
- П.Манца;
- Г.Янга;
- А.Майї;
- Л.Бледьмана, але й цілком невідома серед наших органістів музика композиторів Скандинавії.

В його репертуарі значна частина органної музики: барокова, романтична, сучасна.
В програмах В. Півнова — концерти шведської, фінської, німецької, австрійської, французької, американської музики, концерти з творів окремих композиторів.
Іноді органіст готував оригінальні літературно-музичні композиції.

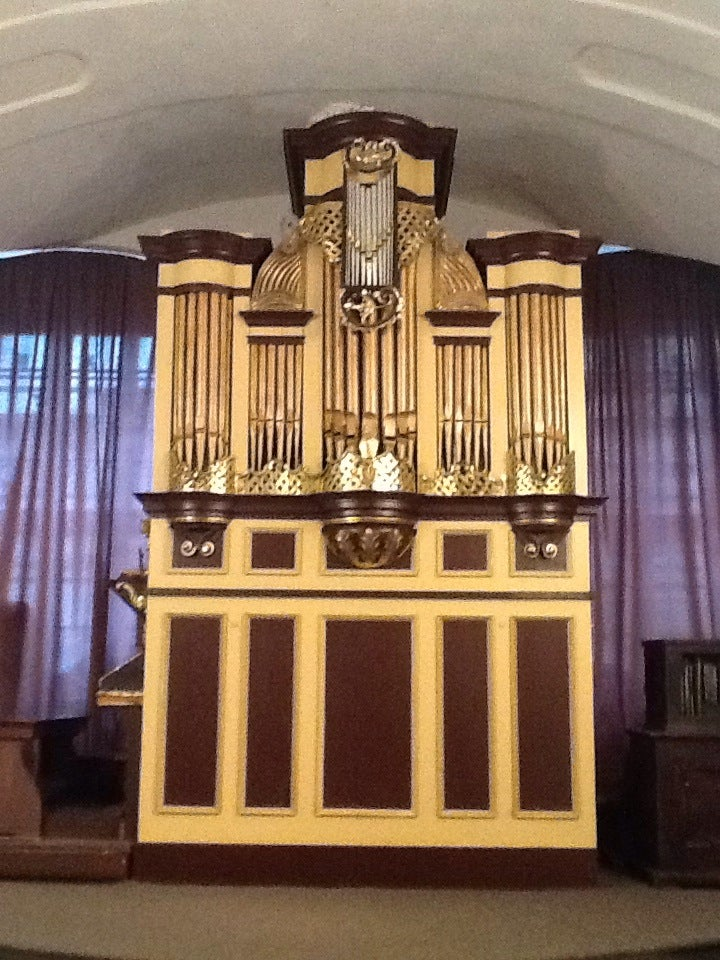
Бароковий орган кінця XVII століття роботи німецького майстра Людвіга Фогеля; відреставрував В. Півнов

## Реставраторська діяльність
Віталій Півнов — один з небагатьох органних майстрів, які повернули до життя та сприяли збереженню історичних інструментів.
1984 — реставрація і встановлення органу, переданого з Ужгорода до Львівського музею історії релігії а також органу, що розміщений в Ужгородському музеї.
1987 — реставрація і встановлення унікального органу — в селище міського типу Поморяни Золочівського району Львівської області.
1988 — реставрація і встановлення органу у замку м. Збараж у Тернопільській області
1989 — реставрація і встановлення у Музеї органу з костелу св. Лазаря у Львові.
1991 — реставрація і встановлення у Музеї органу з костелу св. Мартина у Львові.
Цей орган був виготовлений на львівській фабриці Мечислава Янішевського у 1911 році. Під час Другої світової війни орган зазнав значних ушкоджень — з усіх його труб залишилося лише 12 найбільших дерев'яних труб басів.
В 1990 році орган перевезли з костелу св. Мартина до приміщення колишнього домініканського костелу Божого Тіла. В 1991 році майстер Півнов виготовив нові труби, відреставрував механіку та систему включення регістрів, більшість металевих труб довелось виготовляти або заміняти — їх розрахунок і виготовлення виконав сам майстер.
Після двох років роботи над інструментом орган з костелу св. Мартина повернувся до життя і його почали використовувати для проведення концертів органної музики. Однак, 2003 року приміщення колишнього костелу домініканців  було передано Українській греко-католицькій церкві і в 2007 році концерти органної музики припинилися. У червні 2010 року Львівському музею історії релігії довелося негайно забирати свій орган з приміщення церкви, де унікальний музичний інструмент знаходився протягом останніх двадцяти років.
З ініціативи музейних працівників орган був перенесений у Трапезну отців Домініканців, де зараз також проводять концерти органної та камерної музики.
1996 — капітальний ремонт органу парафіального костелу м. Полонне Хмельницької області
2000 — реконструкція органу в Черкаському музичному училищі ім. С. С. Гулака-Артемовського.
Органний майстер Півнов проводив ремонтні роботи органів костелу у Середньому, Ужгородського району, Закарпатської області, в м. Бар Вінницької області, в Кам'янці-Подільському, кафедральний костел святих Апостолів Петра і Павла у Луцьку.
Його, як консультанта і органного майстра запрошували для робіт по встановленню та відновленню органів в Підлісний Мукарів , Дунаївці та Полонне Хмельницької області, у м. Червонограді, Львівської області.
Здібності майстра Віталія Півнова вдало поєднувалися з науково-дослідницьким підходом, як до самого інструменту, так і до його історії та музичної спадщини минулого.
Помер та похований у Львові, на полі № 80 Личаківського цвинтаря.

## Галерея

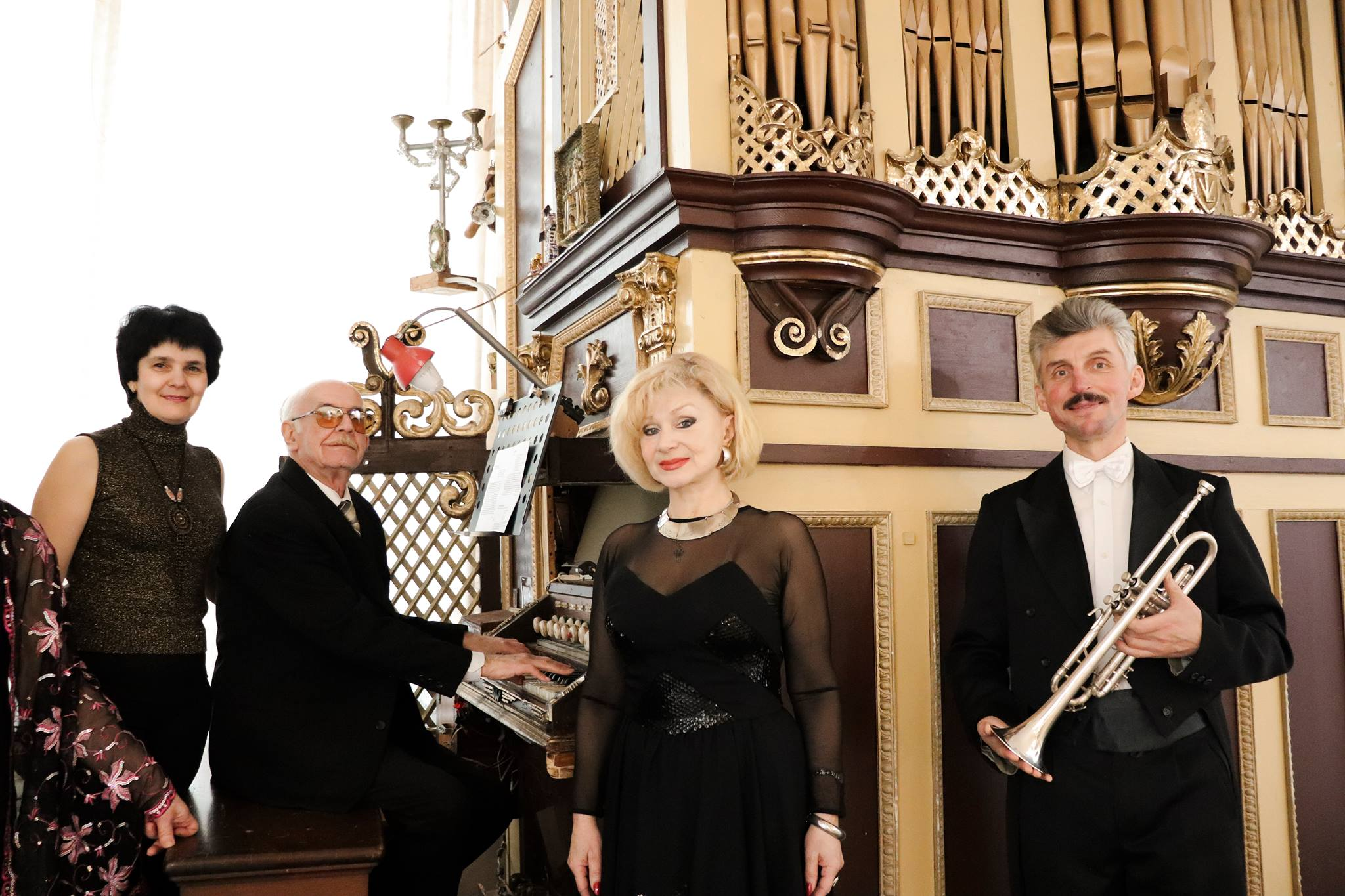
Львівський музей історії релігії.Олена Мацелюх та Віталій Півнов (орган),Ірина Маковецька (вокал),Юрій Остюк (труба).2018
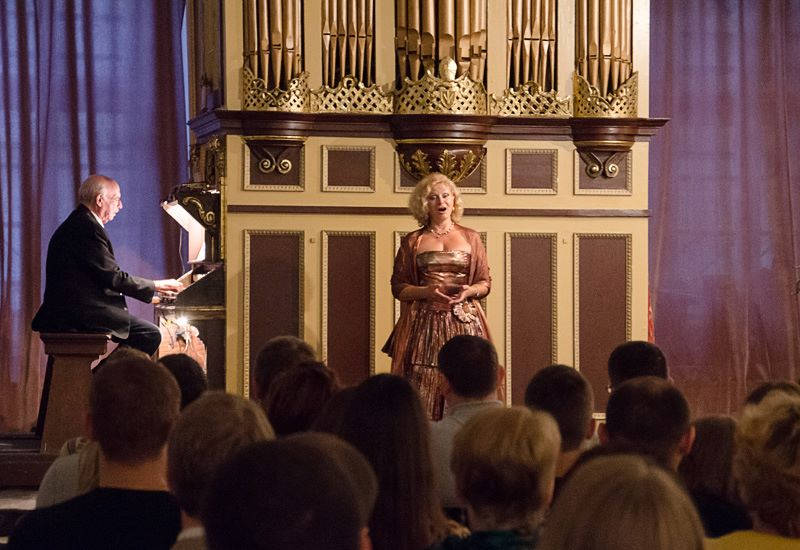
В.Півнов. Львівський музей історії релігії. Концерт в рамках фестивалю «Ніч у Львові», 04.07.2013
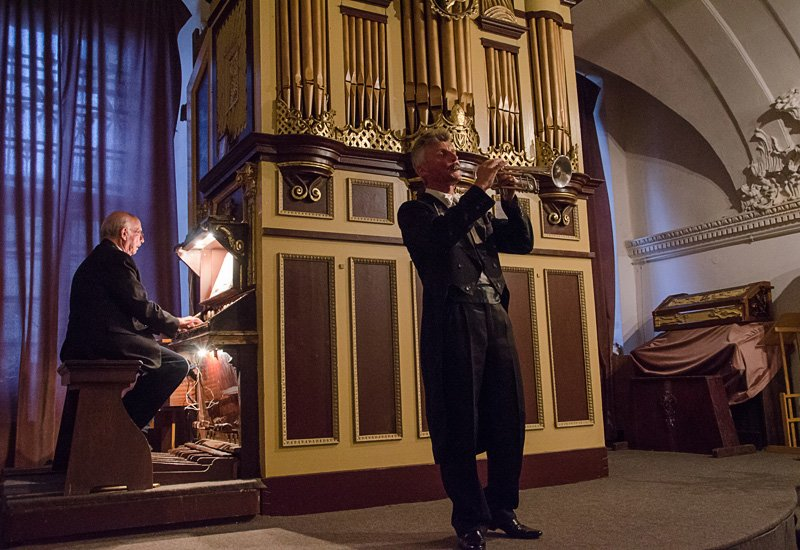
Львівський музей історії релігії. 04.07.2013, В.Півнов та Ю.Остюк. Концерт в рамках фестивалю Ніч у Львові
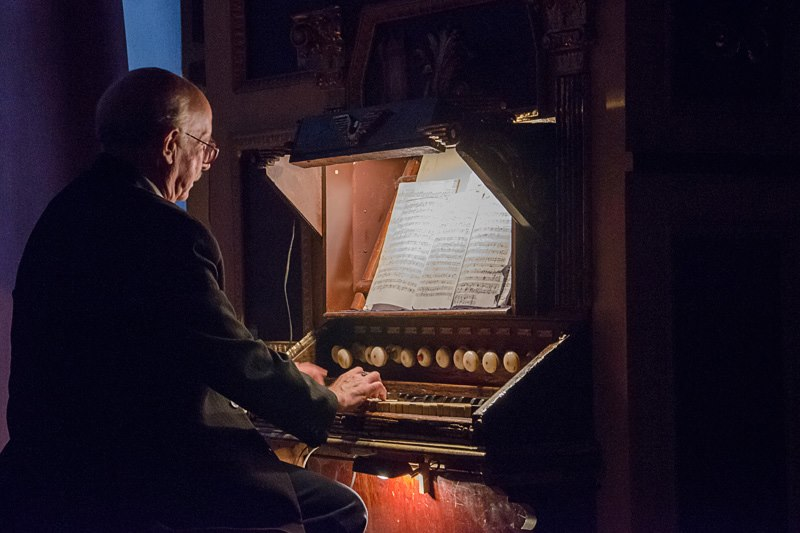
В.Півнов. Львівський музей історії релігії. Концерт в рамках фестивалю «Ніч у Львові» 14.07.2013
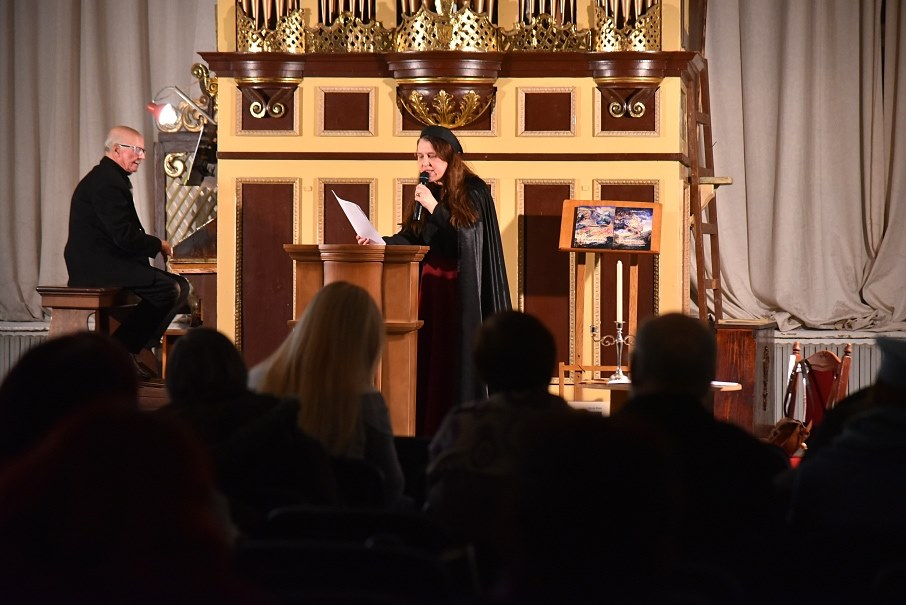
Львівський музей історії релігії. Концерт 05.12.2018, Віталія Півнова, Ірина Вовк
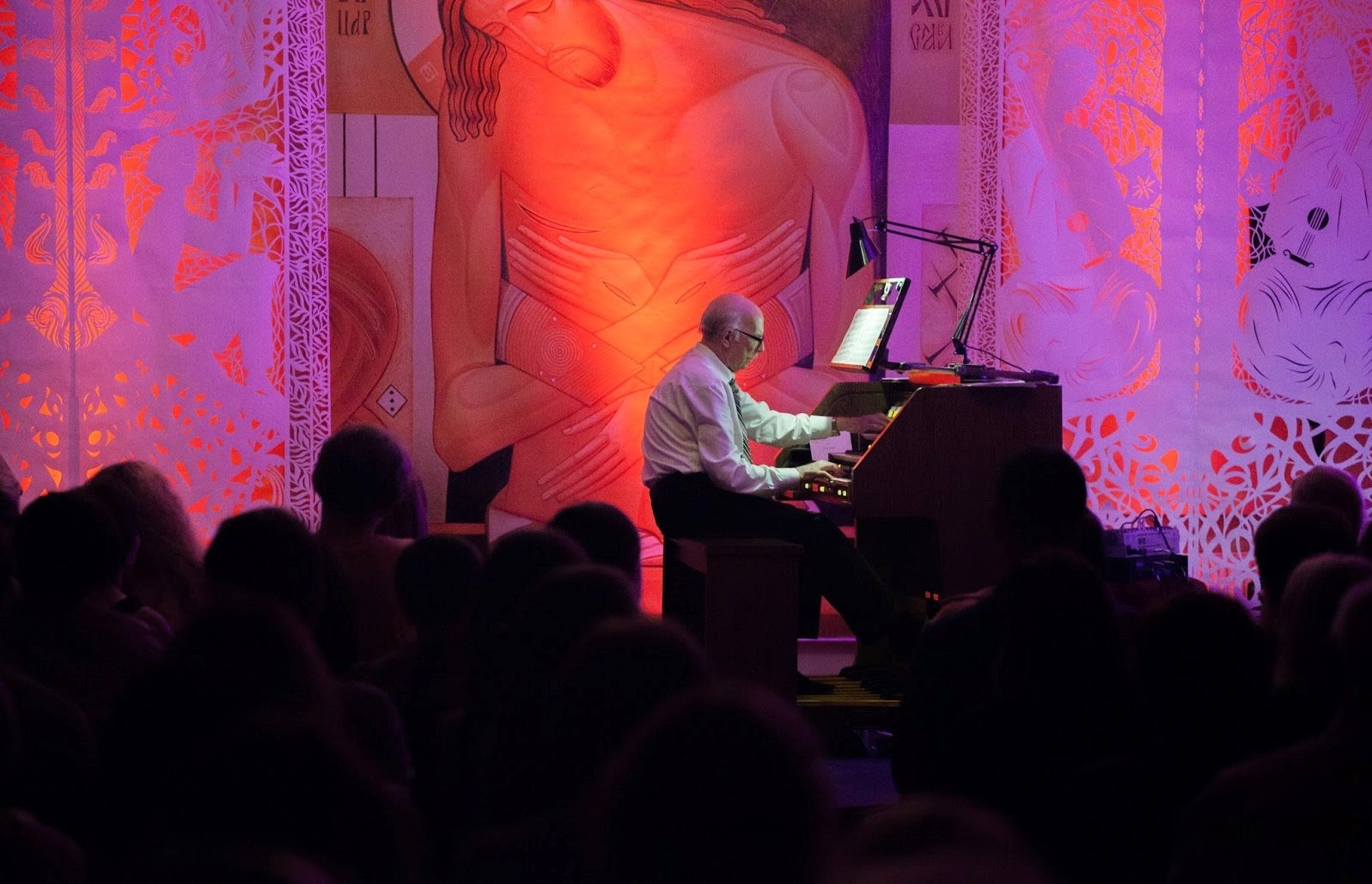
Львівська філармонія. Концерт В.Півнов, Від Англії до Австрії з органом через ХХ століття, 23.07.2017
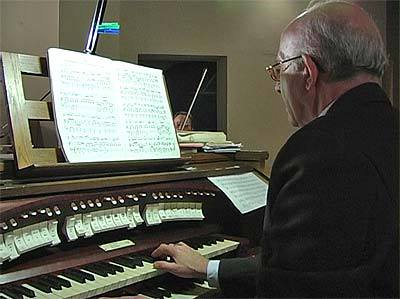
Івано-Франківськ.Костел Христа Царя.Благодійний концерт В. Півнов, 10.11.2008
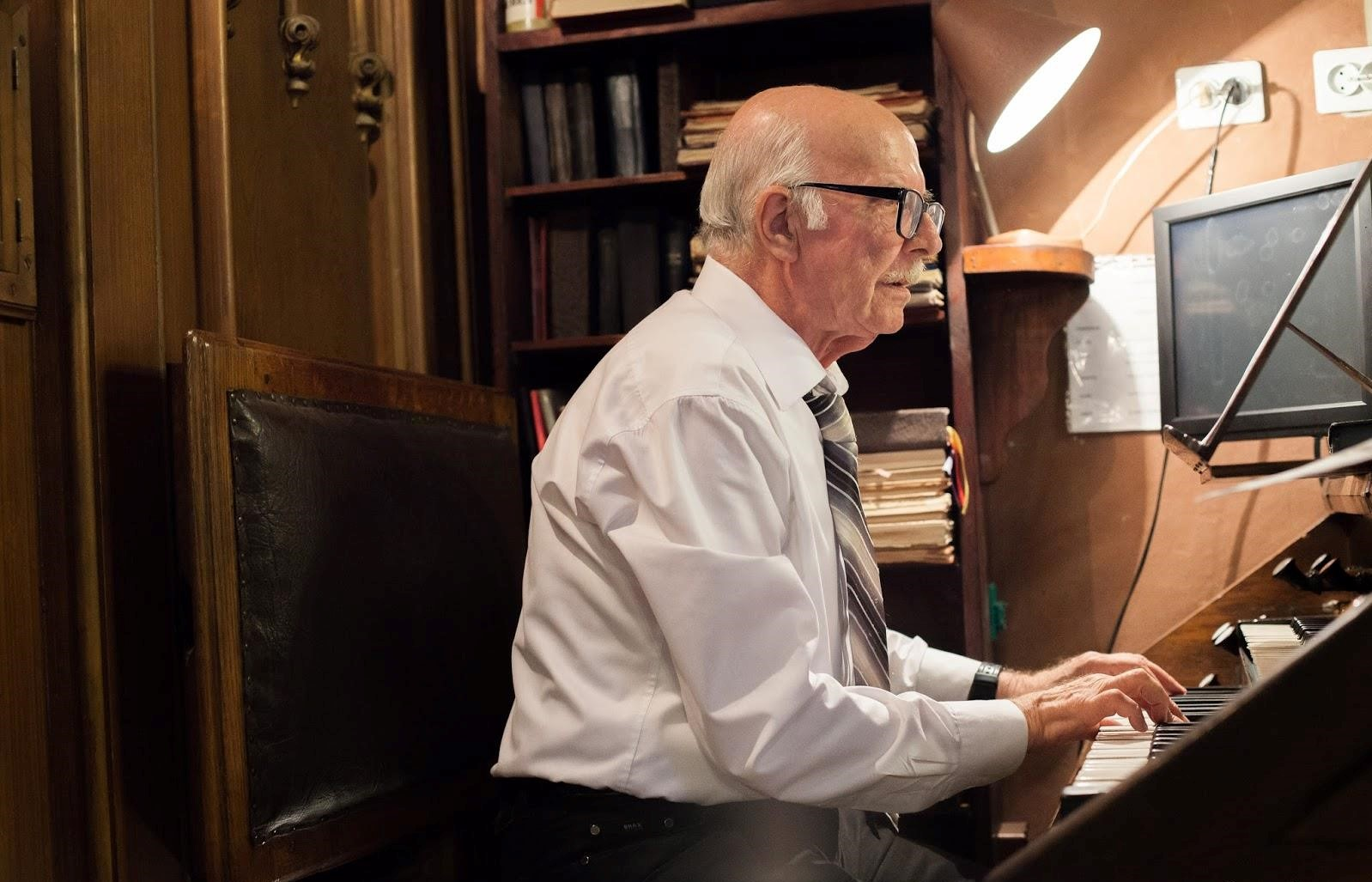
В.Півнов.Органному майстру Яну Слівінському присвячується у рамках фестивалю Музика в старому Львові.14.07.2016.Латинський катедральний собор
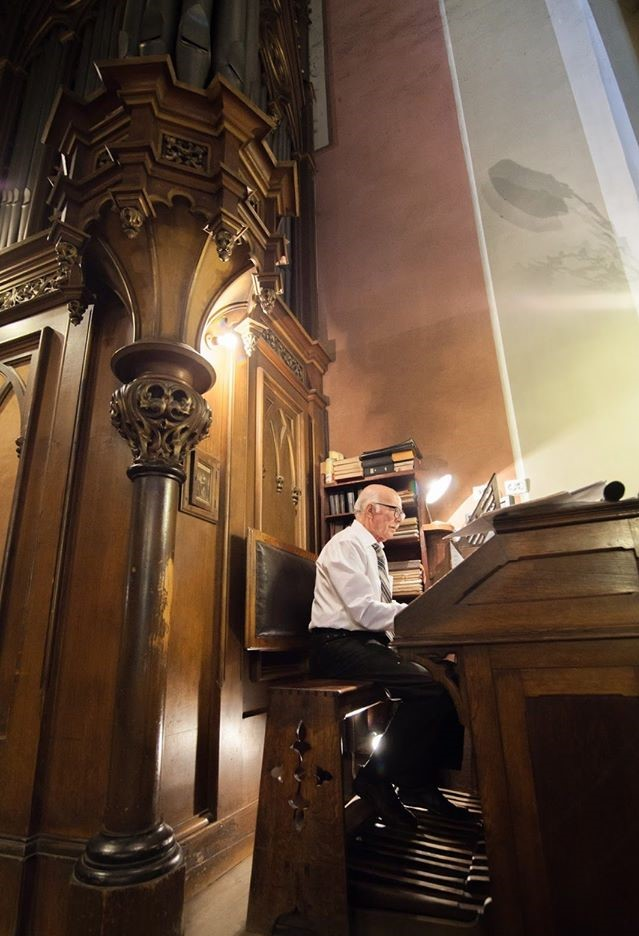
В.Півнов.Органному майстру Яну Слівінському присвячується у рамках фестивалю Музика в старому Львові.14.07.2016.Латинський катедральний собор
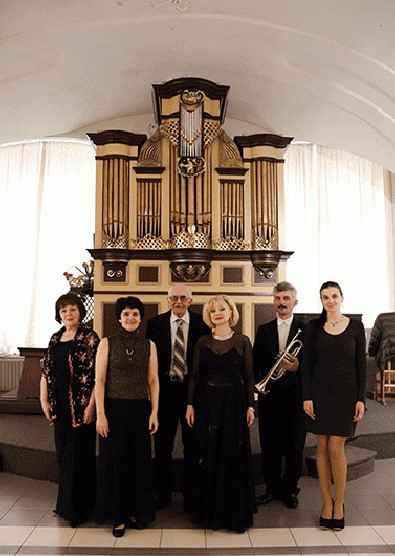
Концерти в Львівському музеї історії релігії. Ірини Маковецької, заслужена артистка України (вокал), Юрія Остюка (труба), Олени Мацелюх та Віталія Півнова (орган) 2017
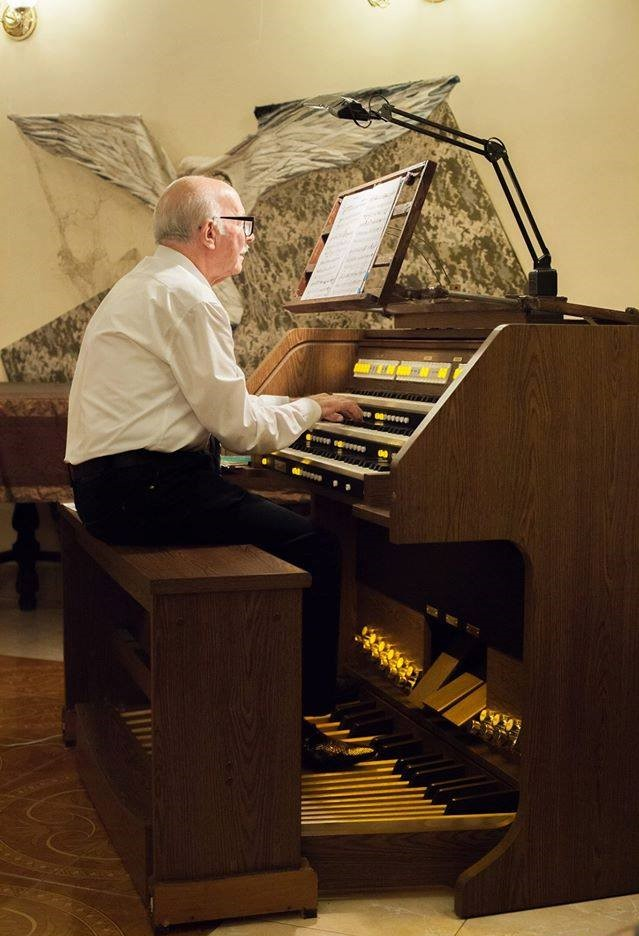
В.Півнов. Музика Скандинавії.08.07.2016.Концерт у Львівській філармонії. І Фестиваль Концертів Літньої Пори.
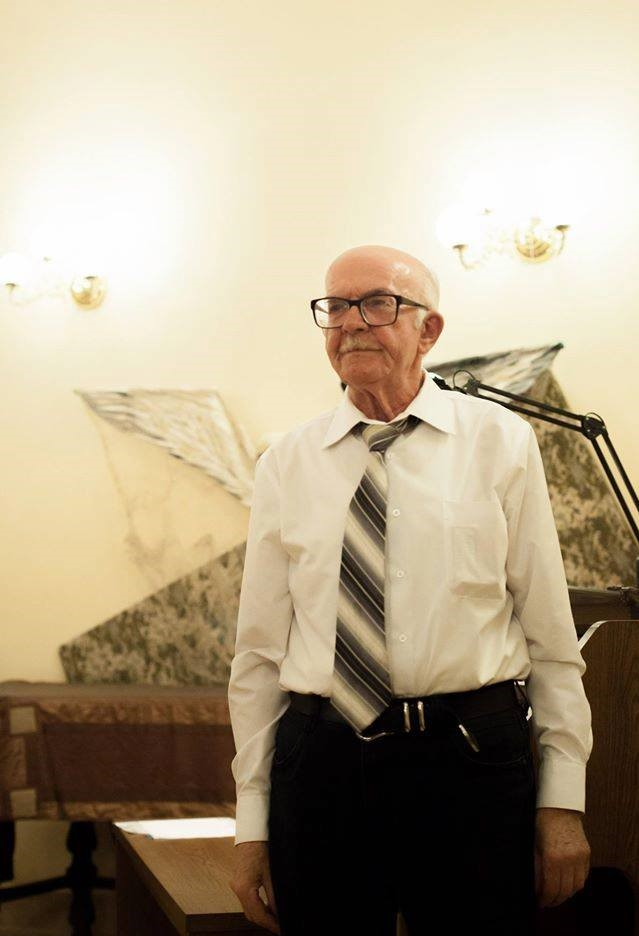
В.Півнов. Музика Скандинавії.08.07.2016.Концерт у Львівській філармонії. І Фестиваль Концертів Літньої Пори.
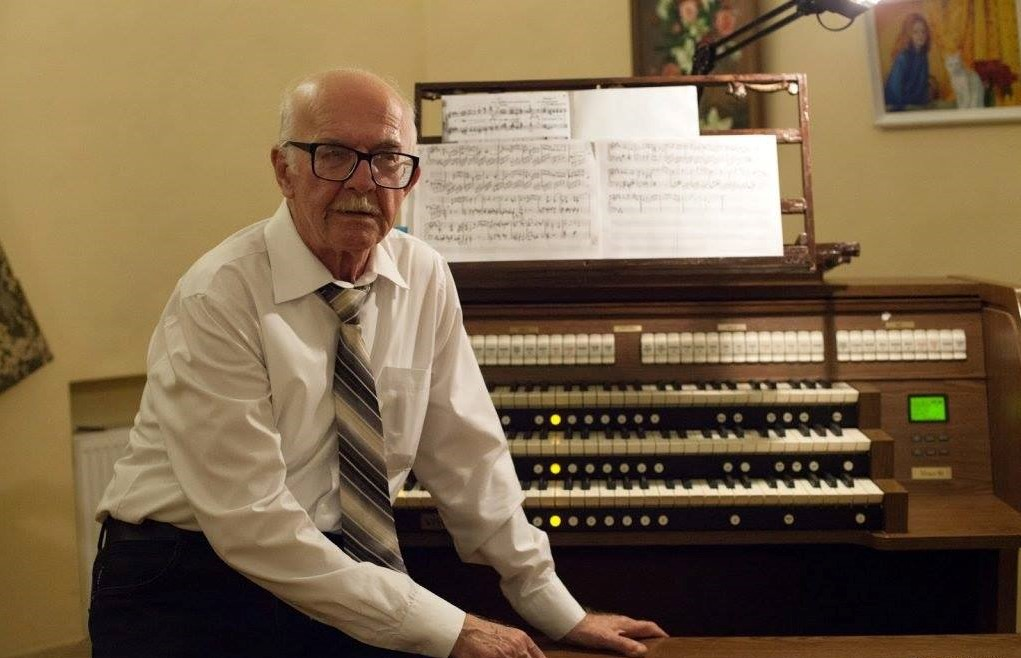
В.Півнов. Музика Скандинавії.08.07.2016.Концерт у Львівській філармонії. І Фестиваль Концертів Літньої Пори.
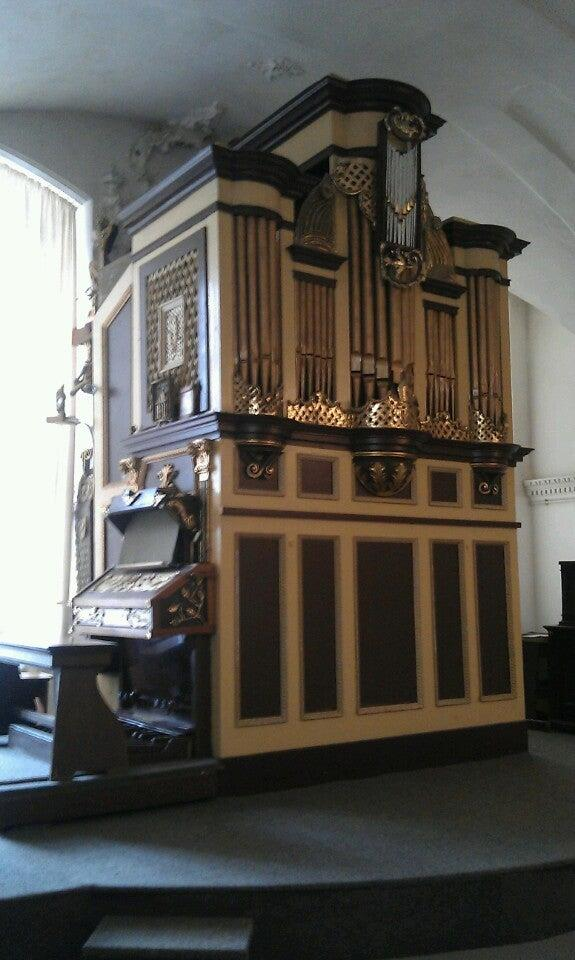
Бароковий орган кінця XVII ст., роботи німецького майстра Людвіга Фогеля. Відреставрований орган В.Півновим